# Peter Maurice Wright
Peter Maurice Wright (* 9. August 1916 in Chesterfield (Derbyshire); † 27. April 1995 in Tasmanien) war von 1955 bis 1976, also während eines Großteils des Kalten Krieges (1947–1989), ein leitender Mitarbeiter des britischen Inlandsgeheimdienstes Security Service, auch bekannt als der MI5. Im Ruhestand in Australien verfasste er seine Memoiren, die 1987 als Buch Spy Catcher erschienen, und in denen er den Geheimdiensten illegale Aktivitäten vorwarf.

## Leben
Geboren während des Ersten Weltkriegs in den englischen Midlands, dann in Bishop’s Stortford (etwa 50 km nordöstlich von London) zur Schule gegangen, heiratete er 1938 Lois Foster-Melliar. Das Ehepaar bekam einen Sohn und zwei Töchter. Als junger Mann arbeitete er, wie sein Vater, beim Funkgerätehersteller Marconi Company. Nach dem Zweiten Weltkrieg, im Jahr 1954, wurde er mit Genehmigung von Sir Dick White, dem Generaldirektor des MI5, rekrutiert und als erster wissenschaftlicher Mitarbeiter des Dienstes eingestellt. Sie verband auch der gemeinsame Schulbesuch in Bishop’s Stortford.
Nach den herausragenden Erfolgen, die den britischen Diensten im Zweiten Weltkrieg (1939–1945) geglückt waren (siehe auch: Bletchley Park), hatte sich in den 1950er-Jahren das Blatt gewendet: Die Briten waren nicht in der Lage, wichtige sowjetische Verschlüsselungen zu brechen oder die Vielzahl der im Lande operierenden feindlichen Agenten und Spione zu infiltrieren.
Hier gelang es dem MI5 in den 1960er-Jahren, nicht zuletzt aufgrund von Wrights Expertise und dessen tatkräftiger Mitarbeit, den eigenen Abhörschutz wesentlich zu verbessern und zugleich die Funkaufklärung gegnerischer Stellen erheblich zu vertiefen. Dazu gehörte die gelungene Platzierung von Abhörmitteln („Wanzen“) in diversen Räumlichkeiten, beispielsweise im Chiffrierzimmer der ägyptischen Botschaft.
Im Jahr 1976 ging Wright in den Ruhestand und zog nach Tasmanien. Aufgrund strikter Auslegung von Verwaltungsvorschriften, war ihm eine volle Pension verweigert worden, was ihn sehr erzürnte. Er beschloss, seine Memoiren zu verfassen und darin mit seinem früheren Arbeitgeber „abzurechnen“. Dabei stützte er sich auf Dokumente, die er illegalerweise von dort hatte „mitgehen lassen“.
1984 besuchten ihn zwei Fernsehjournalisten in Tasmanien: Paul Greengrass und John Ware. Er willigte ein, sich in einem Fernsehinterview zu äußern (siehe auch Foto unter Weblinks). Damit brach er den Official Secrets Act. Zwei Jahre später, im Jahr 1986, war das Buch Spy Catcher unter Mithilfe eines Ghostwriters fertiggestellt und erschien in Australien und den Vereinigten Staaten – zunächst aber nicht im Vereinigten Königreich. Der britische Versuch, die weltweite Veröffentlichung zu verbieten, kam zu spät.
Peter Maurice Wright starb im Alter von 78 Jahren als reicher Mann in Tasmanien.

## Schriften (Auswahl)
- mit Paul Greengrass: Spy Catcher. In: Viking. 6. Auflage. 1987, ISBN 978-0-670-82055-9, S. 1–424. Buchdeckel.
- Deutschsprachige Fassung: Spycatcher. Enthüllungen aus dem Secret Service. Ullstein Taschenbuch Verlag, Berlin 1989, ISBN 3-548-34486-0.